# Martín Demichelis
Martín Gastón Demichelis (sinh ngày 20 tháng 12 năm 1980) là một cựu cầu thủ bóng đá người Argentina thi đấu ở vị trí trung vệ hoặc tiền vệ phòng ngự. Ông hiện là huấn luyện viên của câu lạc bộ River Plate.

## Thành tích
Tính đến 18 tháng 4 năm 2016
| Câu lạc bộ      | Mùa giải  | Giải đấu | Giải đấu | Cúp quốc gia | Cúp quốc gia | Châu Âu | Châu Âu | Tổng | Tổng |
| Câu lạc bộ      | Mùa giải  | Trận     | Bàn      | Trận         | Bàn          | Trận    | Bàn     | Trận | Bàn  |
| --------------- | --------- | -------- | -------- | ------------ | ------------ | ------- | ------- | ---- | ---- |
| River Plate     | 2001–02   | ?        | ?        | 0            | 0            | 0       | 0       | ?    | ?    |
| River Plate     | 2002–03   | ?        | ?        | 0            | 0            | 0       | 0       | ?    | ?    |
| River Plate     | Tổng cộng | 51       | 1        | 0            | 0            | 0       | 0       | 51   | 1    |
| Bayern München  | 2003–04   | 14       | 2        | 2            | 0            | 0       | 0       | 16   | 2    |
| Bayern München  | 2004–05   | 23       | 0        | 4            | 0            | 5       | 0       | 32   | 0    |
| Bayern München  | 2005–06   | 27       | 1        | 4            | 0            | 8       | 2       | 39   | 3    |
| Bayern München  | 2006–07   | 26       | 3        | 2            | 0            | 6       | 0       | 25   | 3    |
| Bayern München  | 2007–08   | 28       | 1        | 4            | 0            | 10      | 0       | 42   | 1    |
| Bayern München  | 2008–09   | 29       | 4        | 3            | 0            | 8       | 0       | 40   | 4    |
| Bayern München  | 2009–10   | 21       | 1        | 4            | 0            | 8       | 0       | 33   | 1    |
| Bayern München  | 2010–11   | 6        | 1        | 1            | 0            | 2       | 0       | 9    | 1    |
| Bayern München  | Tổng cộng | 174      | 13       | 24           | 0            | 47      | 2       | 245  | 15   |
| Málaga          | 2010–11   | 18       | 1        | 1            | 0            | 0       | 0       | 19   | 1    |
| Málaga          | 2011–12   | 35       | 2        | 4            | 1            | 0       | 0       | 39   | 3    |
| Málaga          | 2012–13   | 31       | 4        | 3            | 0            | 11      | 1       | 45   | 5    |
| Málaga          | Tổng cộng | 84       | 7        | 8            | 1            | 11      | 1       | 103  | 9    |
| Manchester City | 2013–14   | 24       | 2        | 4            | 0            | 4       | 0       | 32   | 2    |
| Manchester City | 2014–15   | 31       | 1        | 2            | 0            | 7       | 0       | 40   | 1    |
| Manchester City | 2015–16   | 18       | 0        | 7            | 0            | 4       | 1       | 29   | 1    |
| Manchester City | Tổng cộng | 76       | 3        | 13           | 0            | 15      | 0       | 104  | 4    |
| Tổng cộng       | Tổng cộng | 385      | 24       | 43           | 1            | 73      | 4       | 504  | 29   |

### Bàn thắng quốc tế
| #  | Ngày                | Địa điểm                                      | Đối thủ | Bàn thắng | Kết quả | Giải đấu       |
| -- | ------------------- | --------------------------------------------- | ------- | --------- | ------- | -------------- |
| 1. | 11 tháng 9 năm 2007 | Melbourne Cricket Ground, Melbourne, Úc       | Úc      | 1–0       | 1–0     | Giao hữu       |
| 2. | 22 tháng 6 năm 2010 | Sân vận động Peter Mokaba, Polokwane, Nam Phi | Hy Lạp  | 1–0       | 2–0     | World Cup 2010 |